# Stuppacher Madonna

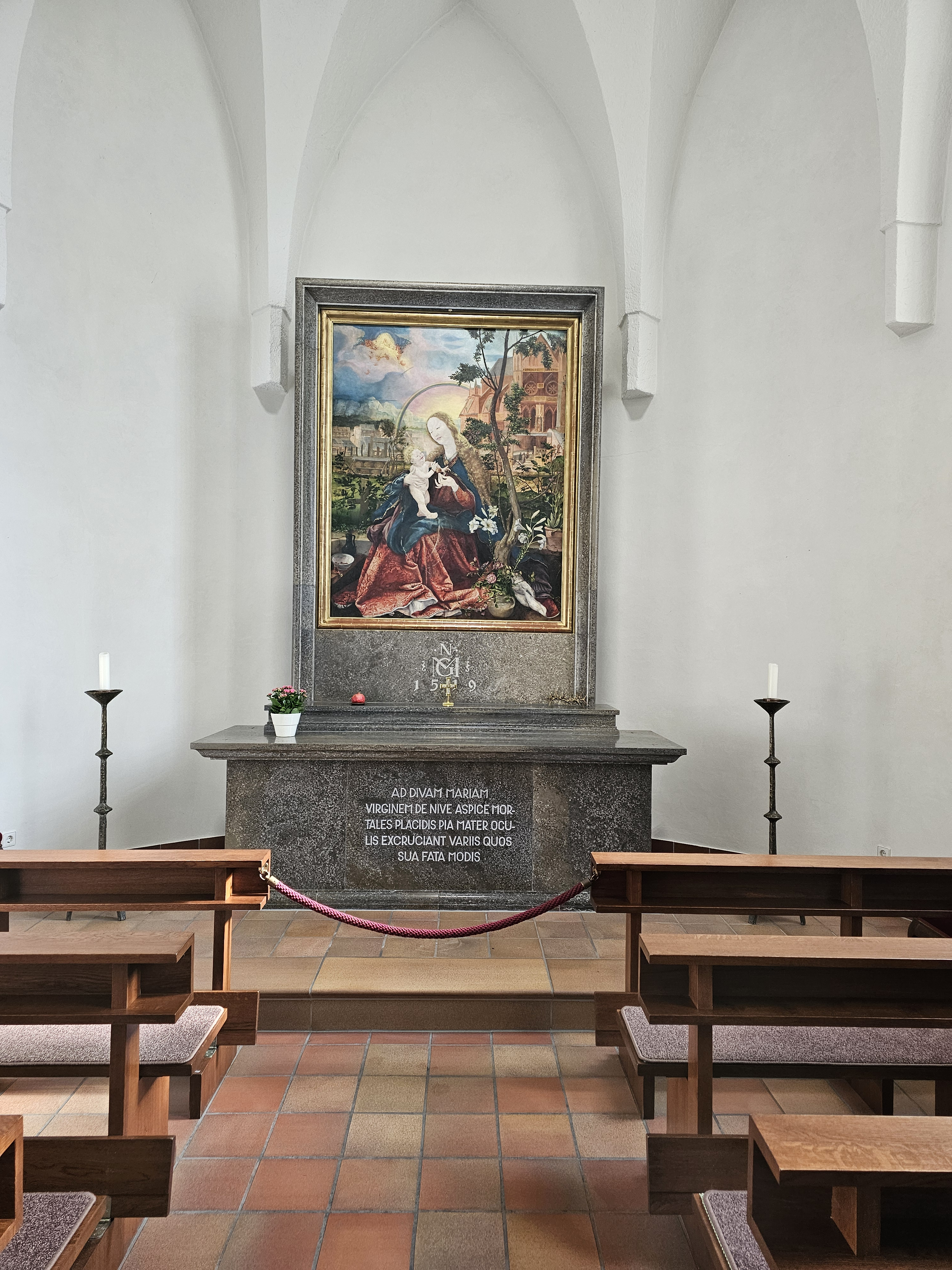

Die Stuppacher Madonna ist ein Marienbild von Matthias Grünewald, entstanden um 1516. Es befindet sich in einem Anbau an der Pfarrkirche Mariä Krönung in Bad Mergentheim-Stuppach (Franken). Die Darstellung zählt neben dem Isenheimer Altar zu Grünewalds Hauptwerken.

## Geschichte

### Entstehung
Aufgrund eines 1515 geschlossenen Vertrages aus dem Nachlass von Grünewald und der Beschriftung auf dem Sockel des Rahmens in der Aschaffenburger Stiftskirche St. Peter und Alexander wird angenommen, dass der Aschaffenburger Stiftskanoniker Heinrich Reitzmann das Bild um 1514 beim Künstler in Auftrag gab. Es entstand also während der Arbeiten am Isenheimer Altar in seiner dortigen Werkstatt. Eine Handzeichnung von Grünewald „gekrönte Madonna mit geflügeltem Kind“, die als Studie zur Stuppacher Madonna bezeichnet wird, liegt im Kupferstichkabinett der Staatsgalerie Stuttgart.
Das Gemälde war als Andachtsbild für die neue Kapelle (heute Maria-Schnee-Kapelle) in der Stiftskirche zu Aschaffenburg bestimmt. Es sollte an der Wand hinter dem Altar angebracht werden. Die Kapelle wurde von Kaspar Schantz und seinem Bruder Georg erbaut. Bei ihrer Einweihung am 21. Oktober 1516 durch Erzbischof Albrecht von Brandenburg war das Bild mit größter Wahrscheinlichkeit bereits an seinem vorgesehenen Platz, da es 1517 als schon vollendet bezeichnet wurde. Das Andachtsbild war von einem – noch heute in der Aschaffenburger Kapelle vorhandenen – Kopffeld und wahrscheinlich, wie die meisten der zeitgenössischen Andachtsbilder, auch von einem ebensolchen Sockelfeld umrahmt. Eine dritte Blattmaske, die von dem entfernten Sockelfeld stammt, befindet sich noch im Stiftsschatz.
Es wurde auf Nadelholzbretter von ausgesuchter Qualität gemalt. Im unteren Teil sind diese mit einem sehr feinen Gewebe bezogen. Für die Farbpigmente setzte Grünewald verschiedene Tempera als Bindemittel ein, weshalb man diese Malerei als Mischtechnik bezeichnet.

### Teil des Maria-Schnee-Altars

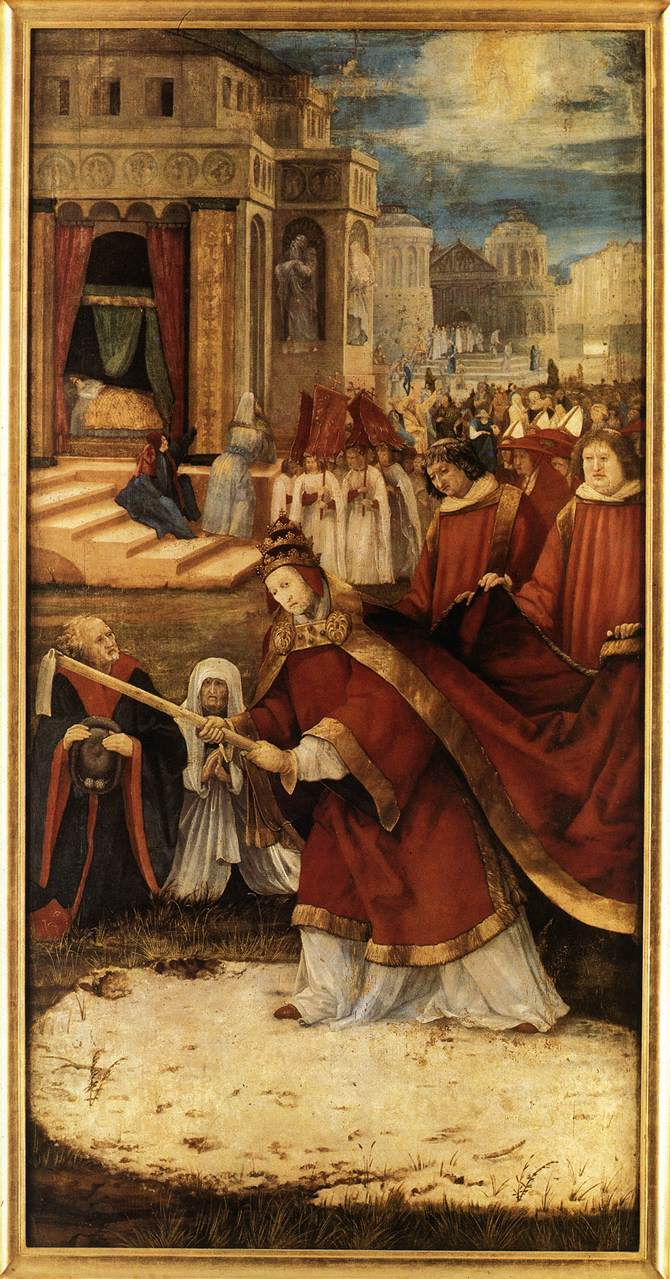
„Schneewunder“, Tannenholz, (Augustinermuseum, Freiburg im Breisgau)

1517 bestellte Heinrich Reitzmann bei Grünewald ein weiteres Bild, das Schneewunder darstellend. Es sollte nach seiner testamentarischen Verfügung zu der bereits vollendeten Tafel gehängt werden. Da aber für das weitere Bild in dem kleinen Raum vermutlich kein geeigneter Platz zu finden war, kam es zu einer Umplanung: Das schon vorhandene Andachtsbild wurde als Mittelteil eines Triptychons angeordnet, das Schneewunderbild als einer der Flügel dazu. Die heutige „Stuppacher Madonna“ wurde dafür von ursprünglich ca. 195 × 161 cm auf 186 × 150 cm beschnitten.
So entstand zwischen 1517 und 1519 der „Maria-Schnee-Altar“. Das Bildnis vom Schneewunder musste Grünewald nun auf dem schmalen rechten Altarflügel unterbringen (heute im Augustinermuseum in Freiburg im Breisgau). Der verschollene linke Flügel zeigte vermutlich die drei Stifter von Altar und Kapelle vor unbekanntem Hintergrund. Wegen der geringen Raumhöhe wurde das Sockelfeld des ursprünglichen Andachtsbildes entfernt und durch einen niedrigen friesartigen Balken ersetzt. Die Rückseiten der Flügel mit der Epiphanie und die später dazugekommenen Standflügel wurden von einem unbekannten Künstler ausgeführt. Nach den erforderlichen Umbauten stand das Triptychon als Retabel auf dem Altartisch.
Die Stuppacher Madonna wurde bereits um 1531 aus dem Rahmen genommen. Das ist daraus zu schließen, dass der Altar ab diesem Jahr als „Dreikönigsaltar“ bezeichnet wurde und die zugeklappten Flügel das Mittelbild ersetzten. 1532 verschenkte es Albrecht von Brandenburg, Erzbischof von Mainz, an Walther von Cronberg, Hochmeister des Deutschen Ordens in Mergentheim.

### Mergentheim und Stuppach
1809 wurde es in der Kapelle des ehemaligen Deutschordensschlosses in Mergentheim bei der Auflösung des Ordens entdeckt. 1812 kaufte Balthasar Blumhofer, Pfarrer in der Pfarrei Stuppach, das Bild für seine Kirche. Es wurde damals Rubens zugeschrieben. 1854 wurde die Kirche neugotisch umgestaltet. Der in den neuen Hochaltar integrierte Rahmen für das Bild erwies sich als zu klein. Es musste daher an allen Seiten beschnitten werden.
1881 wurde es bei einer Restaurierung als eine Schöpfung Matthias Grünewalds erkannt. Dies erfreute die Stuppacher nicht besonders, da der Name „Rubens“ einen besseren Klang hatte als der nur wenigen Fachleuten geläufige Name „Grünewald“.

### Restaurierungen 1833–1931
Das Bild wurde, seit es in Stuppach ist, mehrfach restauriert, unter anderem 1926 bis 1931. Nach der Abnahme der Übermalungen wurde der in fünf Jahrhunderten entstandene desolate Zustand des Bildes offenbar: Es gab kaum mehr eine unbeschädigte oder unbearbeitete Partie. Der Kunsthistoriker Wilhelm Fraenger schrieb über den damaligen Zustand: Diesem Bild ist es widerfahren, daß ein Bauernmaler die schadhaften Partien auf seine Weise restaurierte. So hat der üble Pinsel dieses Tünchermeisters den ganzen Himmel überschmiert und den dort in der Gloriole Gottes schwebenden Engelreigen bis zur Unkenntlichkeit entstellt. Auch das Gesicht der Madonna, wie Kopf und Körperchen des Jesusknaben wurden mit einer dicken Farbenkruste zugedeckt, wie schließlich auch die grobe Form des Regenbogens dem Pfuschwerk dieses Restaurators zugehört.
Auf Anregung des Landesamtes für Denkmalpflege restaurierte ab 1926 Joseph von Tettenborn das Gemälde vier Jahre lang in der Werkstatt der Staatsgalerie Stuttgart und entfernte die jüngeren Übermalungen. Nach Abschluss der Arbeiten wurde das Bild ein Jahr lang in der Staatsgalerie ausgestellt. Die Restaurierung ist durch eine Fotodokumentation umfangreich belegt. Das Ersetzen einer Christusfigur in den Wolken (Christus als Weltenherrscher) durch einen Gottvater, der von einer Vielschar von Engeln umgeben ist und dem des Isenheimer Altars nachempfunden wurde, ist allerdings umstritten. Der Kunsthistoriker Ziermann verweist auf eine Vorstudie Grünewalds, die sich heute im Kupferstichkabinett der Staatsgalerie Stuttgart befindet. Sie zeigt einen Christus als Weltenherrscher, der in der linken Hand einen kreuzgekrönten Globus und in der rechten ein Zepter trägt. Das Kreuz an der Spitze des Zepters, das die gleiche Form wie das Kreuz an der Gartenpforte hat, weist auf ihn als himmlischen Bräutigam der Jungfrau. Von seinem Thron aus tragen zwei Engel eine Krone, um sie Maria als der Himmelskönigin zu überbringen.
Um das Gemälde nach seiner Rückkehr nach Stuppach besser vor klimatischen Schwankungen zu schützen, errichtete die Kirchengemeinde 1930/31 einen Anbau an der Südseite der Kirche, in dem das Bild seit dieser Zeit – unterbrochen von einer Auslagerung während des Zweiten Weltkriegs – präsentiert wird. Architekt des Anbaus war Hugo Schlösser.

### Jüngere Vergangenheit

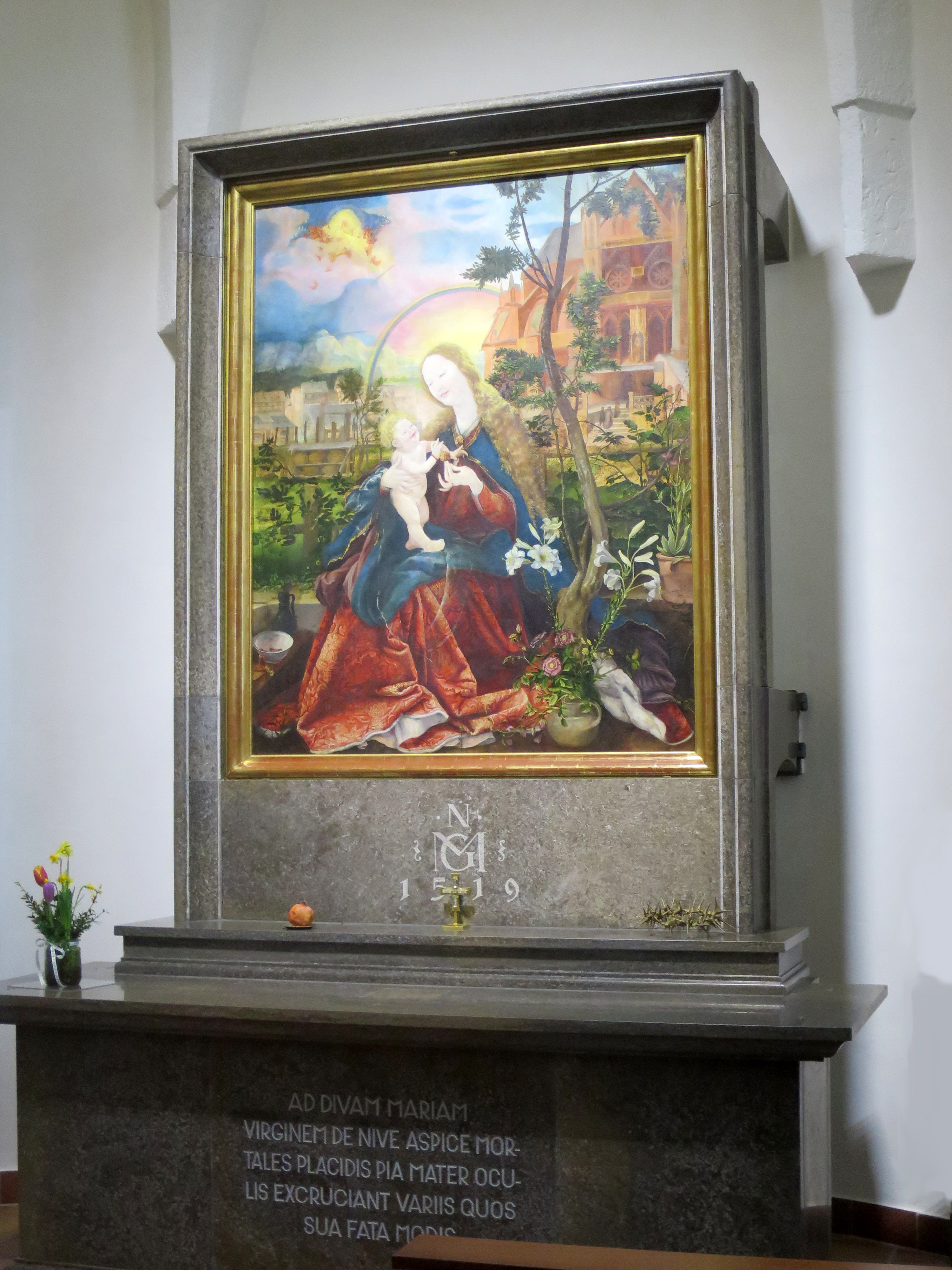
Aufstellung nach der jüngsten Restaurierung

In den 1980er Jahren wurde auf dem Tafelbild ohne denkmalpflegerische Beteiligung ein Überzug aufgebracht, der sich konservatorisch nachteilig auf die darunter liegenden Malschichten auswirkte, dem Gemälde einen unnatürlichen Glanz verlieh und Unebenheiten der Malschichten optisch verstärkte.
Seit 1997 schützt das Gemälde zusätzlich eine Glaswand, die den Raum, in dem das Gemälde aufgestellt ist, von dem Raum trennt, den Besucher betreten können.
Das Gemälde wird seit der letzten Restaurierung aus konservatorischen Gründen nur hinter einem Schutzglas gezeigt und möglichst nicht verliehen. Während der Restaurierung der Stuppacher Kapelle ließ die Kirchengemeinde das Bild 1998/99 in der Staatsgalerie Stuttgart und im Diözesanmuseum Rottenburg ausstellen. Vom 6. September 2011 bis zum 8. Januar 2012 wurde es in der Ausstellung „Himmlischer Glanz. Raffael, Dürer und Grünewald malen die Madonna“ der Vatikanischen Museen und der Gemäldegalerie Alte Meister im Semperbau am Dresdner Zwinger gezeigt. Angesichts des Zustandes des Gemäldes (der Präsident des Restauratorenverbandes, Volker Schaible, sprach von einer „Ruine“) war diese Ausleihe umstritten. Nach der Ausleihe wurde es unmittelbar in die Restaurierungswerkstatt des Landesamtes für Denkmalpflege nach Esslingen am Neckar gebracht. Hier wurde der Überzug aus den 1980er Jahren im Zuge einer umfangreichen konservatorischen Bestandsaufnahme und Restaurierung wieder entfernt. Die Zeit der Ausstellung in Dresden und der Restaurierung in Esslingen wurde in Stuppach für die klimatische Ertüchtigung des Anbaus genutzt, in dem das Bild anschließend wieder gezeigt wurde.

## Bildbeschreibung

### Aufbau
Das Gemälde ist durch eine Diagonale von links unten nach rechts oben in zwei Hälften geteilt. Die rechte Bildseite, auf der sich unter anderem die Kirche befindet, wirkt dunkler und schwerer. Sie scheint sich in größerer Nähe zum Betrachter zu befinden. Die linke Seite erscheint durch ihre Farbgebung heller und ätherischer. Eine zweite Sichtdiagonale, die weniger auffällig ist, verläuft von rechts unten nach links oben vom Mantelsaum über die Haare bis zu den Wolken. Optischer Mittelpunkt des Bildes ist Maria mit dem Kinde, die mit ihrem ausgebreiteten Mantel ein Dreieck bildet. Der Baum zu ihrer rechten Seite folgt in leichter Schwingung ihrer Körperkontur. Ihr Kopf befindet sich im Schnittpunkt der beiden Diagonalen. Exakt in der physischen Bildmitte befinden sich die Hände. Vor dem Hintergrund des Mantels bilden sie in diesem Bild den stärksten Hell-Dunkel-Kontrast.

### Darstellung

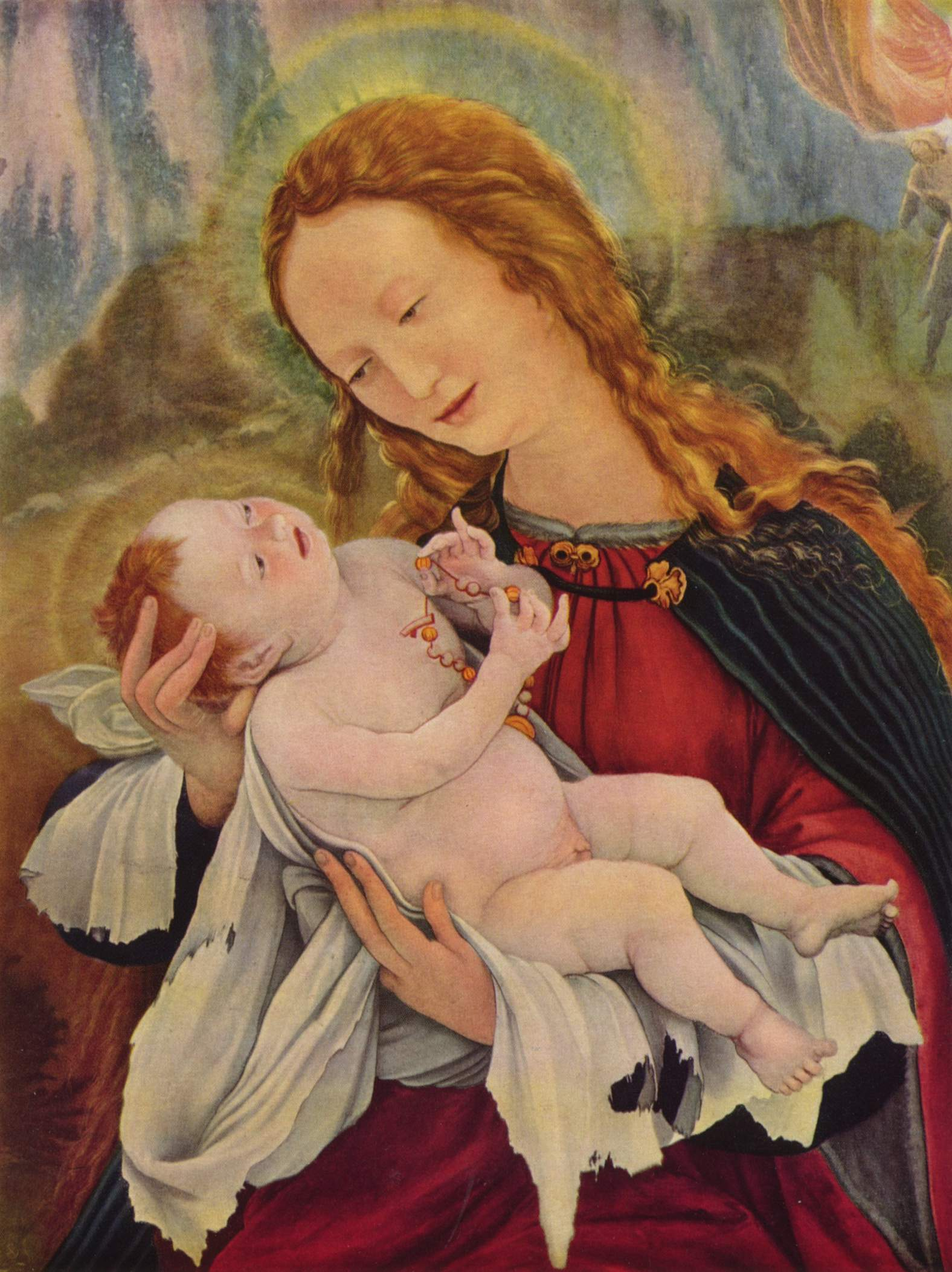
Detail des Isenheimer Altars

Das detailgetreu gemalte Bild zeigt Maria, die auf einem Brunnenrand oder einer Bank sitzt. Sie trägt ihr langes, blondes Haar offen und keine Krone krönt ihr Haupt. Der Kopf ist dem Kind zugewandt, das auf ihrem Schoß steht und dem sie mit der linken Hand eine Feige reicht. Mit der rechten Hand hält sie das Jesuskind, wobei die Finger in unnatürlicher Haltung gespreizt sind. Mit ebenso unnatürlicher Fingergestik greift das Kind in Richtung Feige und weist gleichzeitig mit seinen Fingern auf den dargestellten Baum. Über dem Kopf Marias wölbt sich ein Regenbogen, darunter ein angedeuteter Heiligenschein. Am linken oberen Bildrand öffnet sich der Himmel; Gottvater und Engel sind erkennbar. Die Darstellung Marias hat Ähnlichkeit mit der im Isenheimer Altar, den Grünewald zuvor gemalt hatte.
Rechts von Maria steht ein Baum, dessen Krone durch den oberen Bildrand abgeschnitten ist. Er trägt gleichzeitig Laub, Blüten und Früchte. An der Wurzel des Baumes steht ein Gefäß mit Blumen. Eindeutig zu identifizieren sind Rosen und Madonnen-Lilien. Im Hintergrund des Baumes ist eine Kirche mit weit vorspringenden Strebebögen erkennbar, die vom rechten Bildrand teilweise abgeschnitten ist. Kunsthistoriker haben in der dargestellten Kirche Details des Straßburger Münsters wiedererkannt.
Links sieht man eine weiße Keramikschale, in der ein Rosenkranz liegt, und einen Krug. Darüber ist ein Feigenbaum erkennbar, der sich um ein Holzkreuz windet, und dahinter ein Garten mit einem geschlossenen Tor in Kreuzform, Bienenstöcke und darüber eine Landschaft mit einem Dorf – es soll sich um Seligenstadt handeln –, Gebirge sowie in der Ferne einem angedeuteten Meer.

## Bildsymbolik
Wie für Gemälde dieser Zeit typisch, besitzen die meisten der auf diesem sorgfältig durchkomponierten Bild dargestellten Objekte eine tiefe Symbolik. Die Allegorese ist hier allerdings sehr vielschichtig, bezieht sich auf viele mystische Symbole, wie sie beispielsweise in den Visionen der hl. Birgitta von Schweden genannt werden und in der deutschen Mystik eine Rolle spielen. Das Bild hebt sich damit von zeitgenössischen Madonnendarstellungen ab. Die Symbolik einzelner Gegenstände erschließt sich teilweise nur in Zusammenhang mit der Symbolik anderer auf dem Bild dargestellter Objekte und lässt Spielraum für eine Reihe unterschiedlicher Leseweisen. Die verwendete Bildsprache war zumindest zu einem Teil den theologisch gebildeten Zeitgenossen Grünewalds geläufig. Neben der reinen Darstellung der Madonna mit dem Kinde diente diesen das Bild als Meditationshilfe über Glaubensinhalte.

### Maria als Mutter der Kirche
Kunsthistorisch besteht heute weitgehend Konsens, dass die zahlreichen Details des Bildes darauf hinweisen, dass Grünewalds Gemälde als eine Darstellung Mariens als Mutter der Kirche zu interpretieren ist. Berta Reichenauer schrieb dazu:
Grünewald hatte auf seinem Bild die Kirche und ihre göttliche Sendung darzustellen. So wie der Mensch das Spielzeug Gottes ist, die Schöpfung aus dem göttlichen Spiel hervorgegangen ist, so ist auch die Kirche Spielpartner des Höchsten. Maria ist die Mutter der Kirche, dem Hohenlied zufolge die Braut des Herrn. Ihr Spiel ist bräutliches Spiels, wie es die Mystiker verstanden. (Reichenauer, S. 68)
Dazu passt, dass über dem Treppenaufgang der im Hintergrund dargestellten Kirche eine Marienfigur steht – auch dies ist eine Anspielung auf den Ehrentitel Mariens als „figura ecclesiae“, als „Bild der Kirche“. Für die mittelalterlichen Theologen war Maria allerdings nicht nur „figura ecclesiae“, sondern auch „Sponsa et mater Ecclesia“, Braut und Mutter der Kirche zugleich.

### Das Lächeln Marias und das Spiel des Kindes

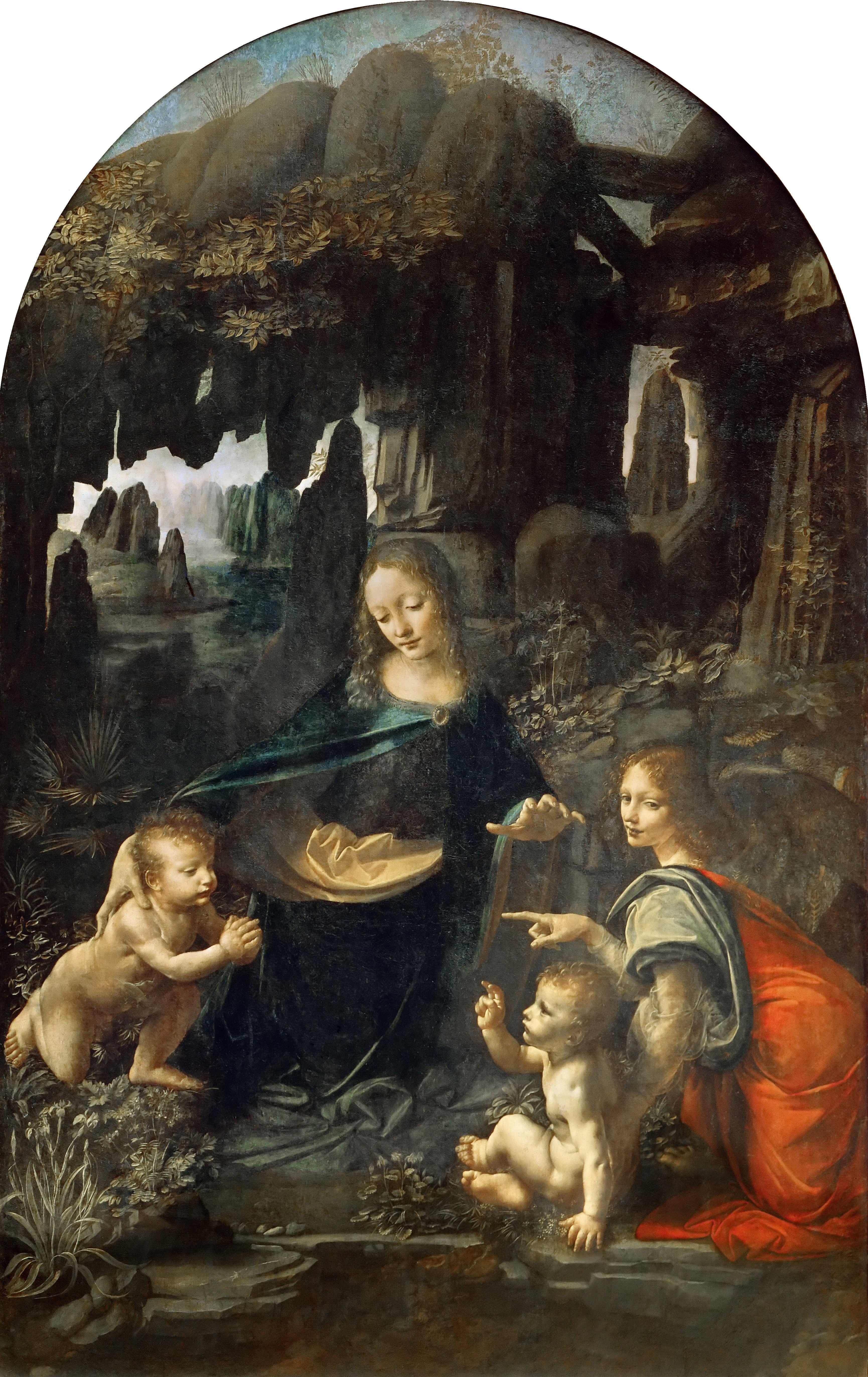
Leonardo da Vinci, Felsgrottenmadonna, etwa 1483–1486, Paris, Louvre

Das leichte Lächeln Marias, das auf zahlreichen mittelalterlichen Madonnendarstellungen zu sehen ist, wirkt als Gefühlsausdruck einer selbstvergessenen Mutter, die mit ihrem Kind spielt. Es erscheint in ähnlicher Weise beispielsweise bei Raffaels „Madonna im Grünen“ oder bei Leonardo da Vincis „Felsgrottenmadonna“. Dieses malerisch häufig festgehaltene Lächeln ist der malerische Ausdruck einer uralten theologischen Überlegung. Schon die Kirchenväter und die Mystiker hatten sich mit Marias Verhältnis zu ihrem Kind auseinandergesetzt und sich mit der Frage beschäftigt, welche Rolle dabei Spielen und Lächeln spielte.
Sieh, unter dem lieben
Weinstock, o Christus,
spielt voller Frieden,
behütet im Garten
die heilige Kirche
heißt es schon bei dem Mönch Notker.
Die theologische Überzeugung, dass sich im Lächeln die göttliche Weisheit und Gelassenheit manifestiere und dass der leidende Gott auch ein spielender Gott, ein „Deus ludens“, war, spiegelt sich in vielen Gemälden des 15. und 16. Jahrhunderts wider. So spielt bei Raffael das Jesuskind mit dem Kreuz, während bei Grünewald das spielende Kind mit seinen gespreizten Fingern nicht nur nach der Feige greift, sondern mit dieser Geste gleichzeitig auf den neben Maria stehenden Baum verweist, der hier ebenfalls eine mehrschichtige Symbolik besitzt und unter anderem den Kreuzestod andeutet.
Das spielende Kind auf dem Schoß der Mutter steht dabei auf schwerem, kostbar verbrämtem Brokat, und über ihm öffnen sich die Wolken, um den Blick auf Gottvater freizugeben. Im Alten Testament ist die Wolke Symbol der Gegenwart Gottes, während sie im Neuen Testament auf seine Vergegenwärtigung hinweist.

### Der Baum
Mit dem Zeigefinger der linken Hand weist das Kind in Richtung Baum, der gleichzeitig Früchte und Blüten trägt, was bei mitteleuropäischen Baumarten nicht vorkommt. Das gleichzeitige Fruchten und Blühen ist ebenso wie die an seinen Wurzeln stehenden Madonnen-Lilien vor allem Symbol der Jungfräulichkeit Mariens. Auch hier hat Grünewald ein nicht sehr häufig verwendetes Symbol benutzt – auf vielen mittelalterlichen Tafelgemälden sind es die tatsächlich gleichzeitig blühenden und fruchtenden Wald-Erdbeeren, die auf diese Eigenschaft Mariens hinweisen. Der Baum deutet hier jedoch gleichzeitig auf den Kreuzestod Christi und ist damit das Symbol der Erlösung.
Ziermann weist jedoch auch darauf hin, dass die Zeigerichtung der Finger auch auf den Halsschmuck Marias deuten: Der zeitgenössische Betrachter las diesen Schmuck als Zeichen der Brautschaft Marias und der jungfräulichen Empfängnis. Im selben Sinne deutete er das Kreuz an der Pforte zum geschlossenen Garten (Ziermann, S. 156).

### Kirche und Regenbogen

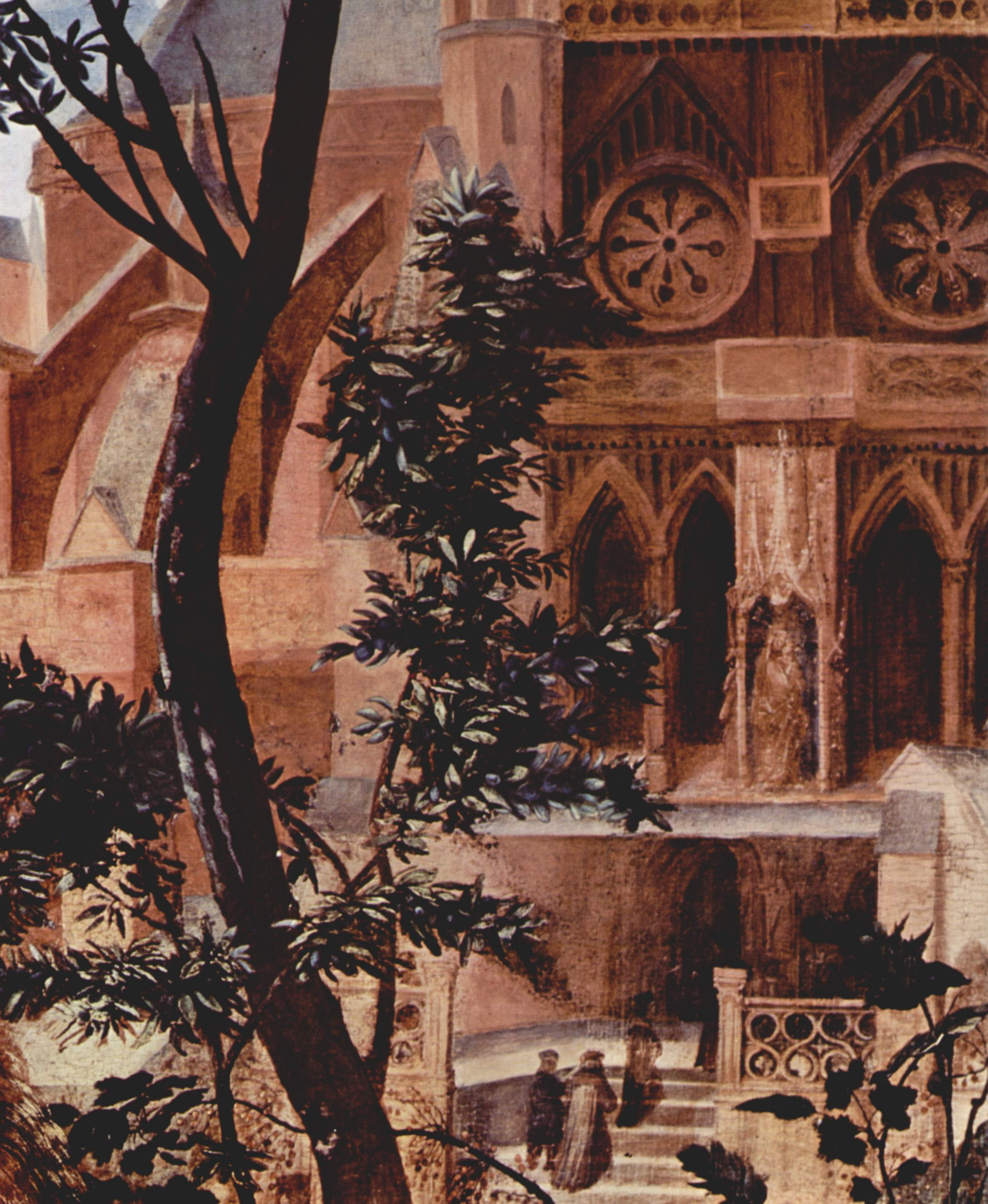
Detail der Stuppacher Madonna: Die als Bildhintergrund gemalte Kirche
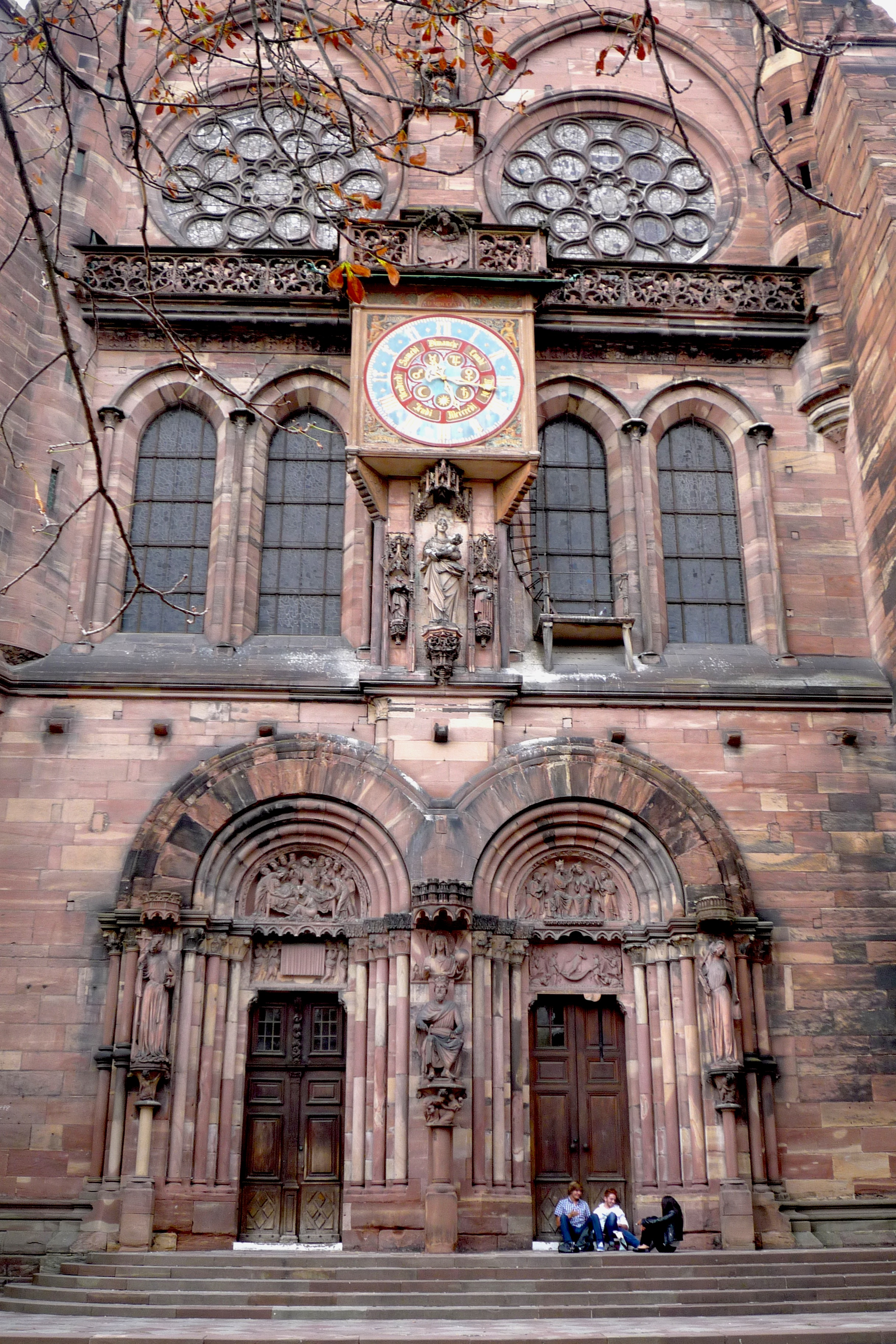
Das Südquerhaus des Straßburger Münsters mit dem Doppelportal, der Marienfigur und den Lanzettfenstern
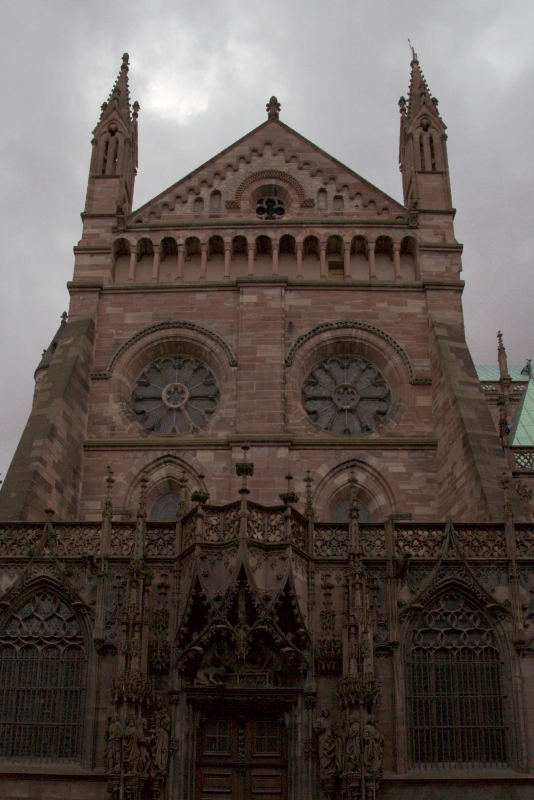
Das Nordquerhaus des Straßburger Münsters mit den Rosenfenstern
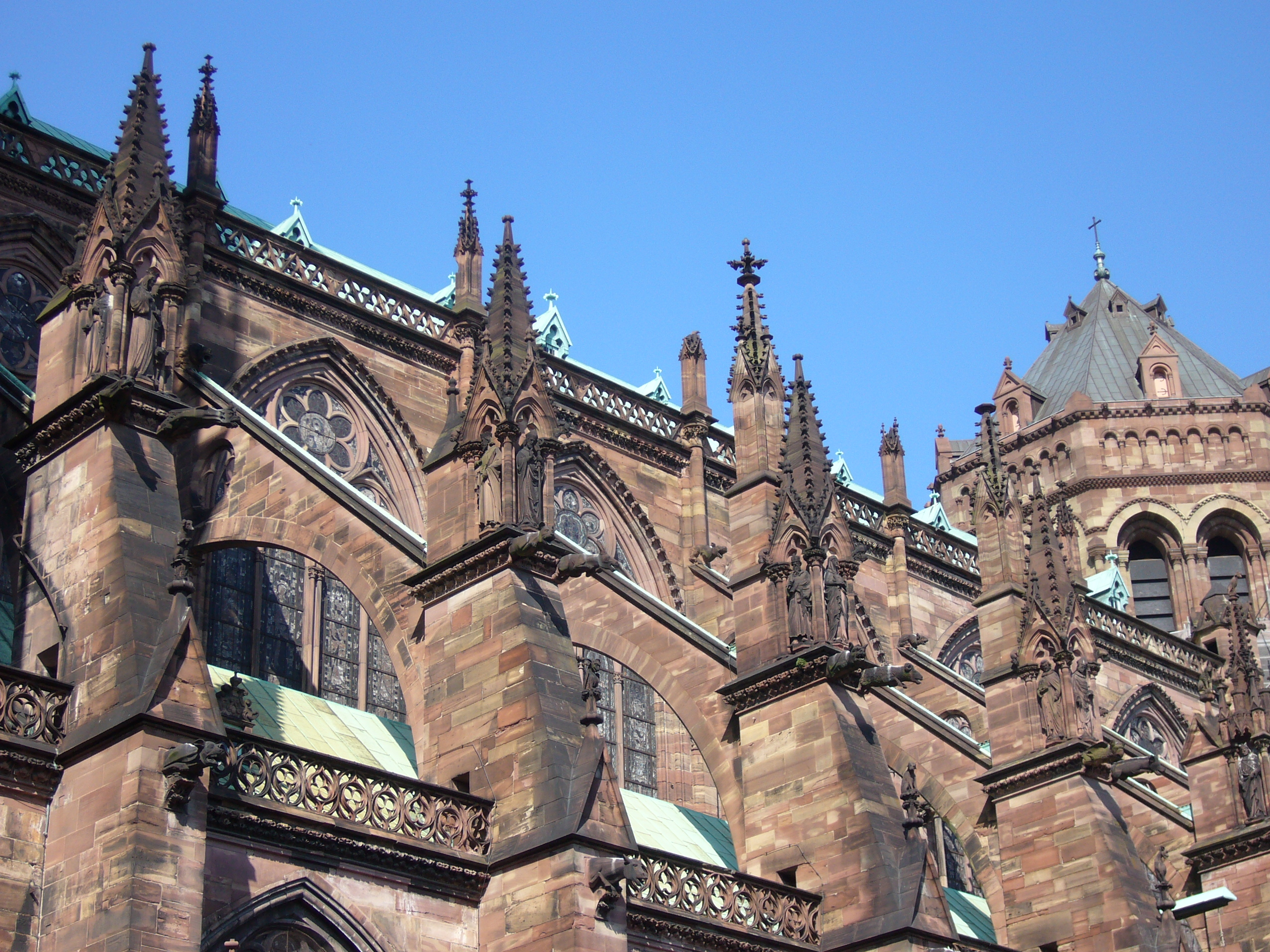
Strebepfeileraufsätze an der Südseite des Straßburger Münsters

Grünewald hat in der Darstellung der Kirche im Bildhintergrund Ansichten des Straßburger Münsters wiedergegeben, welches er regelmäßig vor Augen hatte. An der wiedergegebenen Fassade des südlichen Querschiffes sind die (heute nicht mehr existierende) Gerichtslaube vor dem Doppelportal, die Lanzettfenster im ersten Geschoss mit einer Marienfigur unter einem Baldachin und der Laufgang darüber zu erkennen. Die Rosenfenster gestaltete Grünewald in der Art des Straßburger Nordquerhauses, während er die auf dem Bild links anschließende Choranlage der Kirche mit Strebepfeilern versah, die denen des Straßburger Langhauses ähneln.
Manche Betrachter erkennen im fernen Bildhintergrund der Stuppacher Madonna ein Meer. Die christliche Literatur nutzt das Bild des Schiffes und der Arche häufig als Sinnbild für die Kirche und verwendet die Formulierung von der Kirche, die einem Schiff gleich durch das „Meer der Welt“ fährt. Seit dem Beginn der christlichen Literatur in der Spätantike gab es ebenso wie in der rabbinischen Literatur Auslegungen des Namens „Maria“, die einen Bezug zum Meer herstellten und die unter anderem dazu führten, dass zahlreiche lateinische und deutsche Marienlieder Maria als „Meerstern“ ansprechen, als Stern, der den Weg in den Hafen des Heils weist.
Deutlich sichtbar wölbt sich ein Regenbogen. Der Regenbogen ist im Alten Testament das Zeichen nach der Sintflut des göttlichen Bundes (1. Mos. 9,13), der durch Jesus Christus erneuert wird. Ein mit der christlichen Symbolik vertrauter Zeitgenosse Grünewalds könnte daher in diesem Bild lesen, dass Rettung im Heil nur fände, wer der von Maria gelenkten Kirche angehört – so wie nur diejenigen Rettung vor der Vernichtung durch die Sintflut fanden, die sich auf der Arche befanden. Kunsthistoriker weisen jedoch auch darauf hin, dass der Regenbogen auch anders gedeutet werden kann. Der Regenbogen taucht auch in den Visionen der hl. Birgitta von Schweden auf. In diesen Visionen spricht Birgitta von der Muttergottes, die wie der Regenbogen über den Wolken stehe und sich wie dieser zu den Erdbewohnern herabneige, den Guten wie den Bösen mit ihrem Gebet berührend.

### Die kronenlose Maria und das geschlossene Gartentor
Für die Deutung Marias als Braut der Kirche ist maßgeblich, dass Maria – anders als auf der Vorstudie Grünewalds – auf dem Gemälde keine Krone trägt. Ihr Halsschmuck weist ebenso auf den Status ihrer Bräutlichkeit hin wie der Ring an der linken Hand und ihr offenes Haar. Ihr Kleid gleicht dem einer Königin; ihre Haartracht ist jedoch die eines einfachen Mädchens, so wie sie im Hohen Lied der Bibel erwähnt wird. Auch das verschlossene Gartentor, die Lilien, der Sitzplatz unter dem Baum, der über den Bienenstöcken angedeutete Honig, der Regenbogen und der Feigenbaum, der sich um ein im Garten stehendes Holzkreuz windet, verweisen auf diesen Bibeltext. Der „Hortus conclusus“, den das geschlossene Gartentor andeutet, wird in der Malerei häufig durch die Darstellung von Blumen ergänzt, die zu den marianischen Symbolen zählen. So sind neben den Rosen, den Lilien und der Feige auch Nelke, Weißdorn und Kamille kreisförmig um Maria angeordnet.
Bienenstöcke tauchen allerdings auch in den Visionen der hl. Birgitta von Schweden auf. In dieser Mystik wird Maria einem Bienenkorb gleichgesetzt, in dessen Schoß Gottes Sohn „die hochgelobte Biene“ Einkehr nahm. Ähnlich wie beim Regenbogen ist die Darstellung der Bienenstöcke mehrdeutig.

## Kopie von Christian Schad 1947

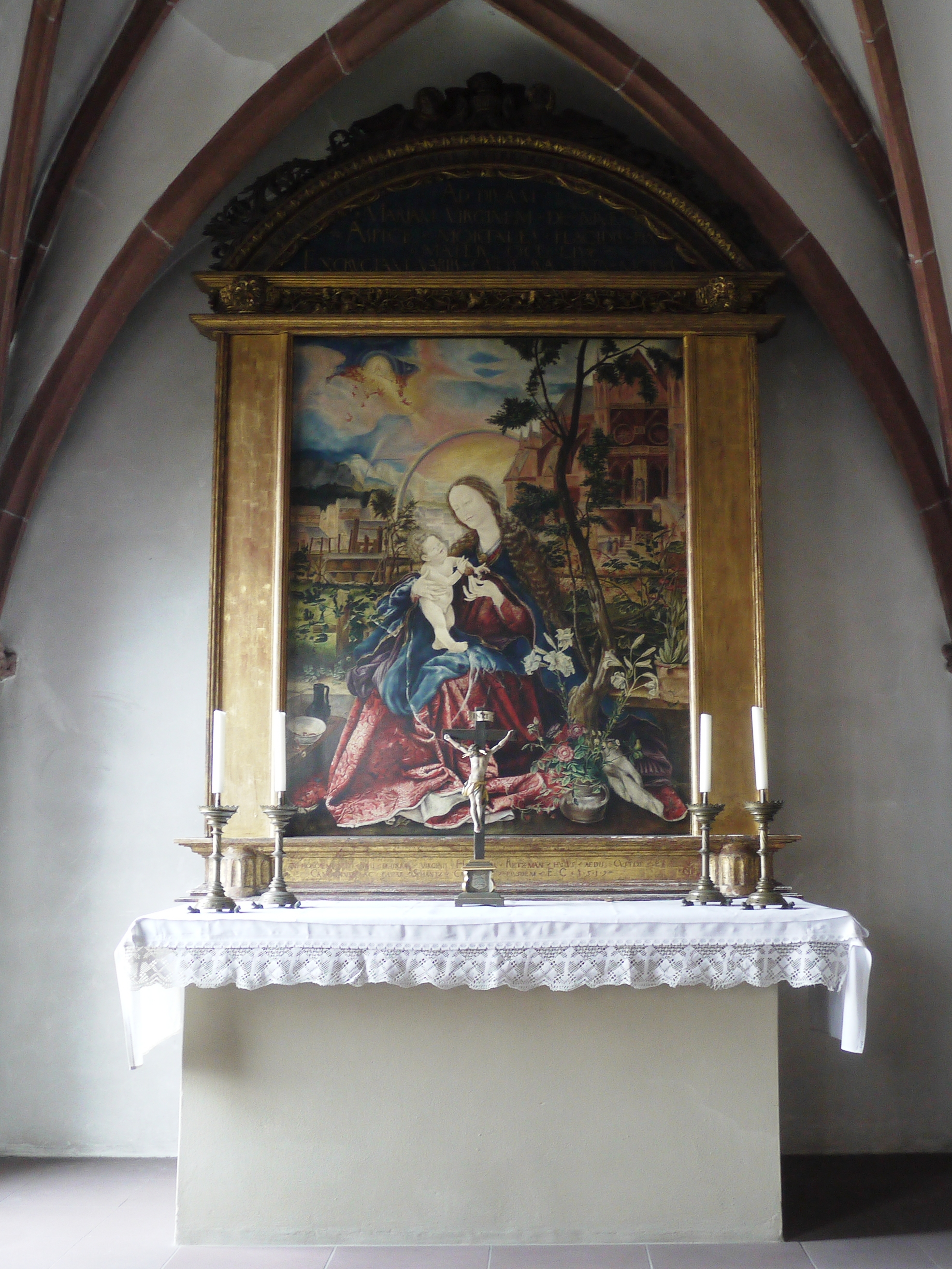
Kopie der Stuppacher Madonna von Christian Schad (1947) im Rahmen, Stiftskirche St.Peter und Alexander in Aschaffenburg

Zwischen 1943 und 1947 kopierte der bekannte und wegen seiner Kenntnisse in altmeisterlicher Maltechnik geschätzte Maler Christian Schad im Auftrag der Stadt Aschaffenburg Grünewalds Madonna. Diese Kopie befindet sich in der Stiftskirche St. Peter und Alexander in Aschaffenburg, dem ursprünglichen Ort der Stuppacher Madonna.

## Nachweise
1. ↑  Breuer, S. 271.
2. ↑  Fraenger, S. 296.
3. ↑  Breuer, S. 271.
4. ↑  Breuer, S. 271.
5. ↑  Breuer, S. 273.
6. ↑  Andreas Menard: „Stuppacher Madonna“ von Matthias Grünewald – Untersuchung und Restaurierung am Landesamt für Denkmalpflege in Esslingen. In: Denkmalpflege in Baden-Württemberg 41, 2012, S. 175–176.
7. ↑  Breuer, S. 276.
8. ↑  Breuer, S. 277.
9. ↑  Hanno Rauterberg, Madonna, hilf!, in: Die Zeit Nr. 36 vom 1. September 2011.
10. ↑  Andreas Menard: „Stuppacher Madonna“ von Matthias Grünewald – Untersuchung und Restaurierung am Landesamt für Denkmalpflege in Esslingen. In: Denkmalpflege in Baden-Württemberg 41, 2012, S. 175–176.
11. ↑  Breuer, S. 276.

Koordinaten: 49° 26′ 37,4″ N, 9° 44′ 55,6″ O